# Nicholas Winton: The Power of Good
Síla lidskosti: Nicholas Winton é um documentário eslovaco de 2002 dirigido por Matej Mináč. O filme conta a história de Nicholas Winton, homem que salvou 669 crianças judias da extinta Checoslováquia da perseguição nazista em 1939.
O filme teve boa recepção da crítica, e foi premiado com um Emmy Internacional de melhor documentário.  No Brasil, os direitos de exibição do foram adquiridos pelo GNT.

## Enredo
Em 1939, Nicholas Winton salvou a vida de 669 crianças. A maioria deles eram judeus - da Checoslováquia, ocupada pelos nazistas. Ele as trouxe para a Grã-Bretanha e manteve isso em segredo por quase 50 anos. Em 2002, a rainha Elizabeth II conferiu a ele o título de Sir.

## Elenco
- Joe Schlesinger ... Narrador
- Karel Reisz ... Ele mesmo
- Hugo Morom ... Ele mesmo
- Joseph Guns ... Ele mesmo
- Sidonie Guns ... Ele mesmo
- Vera Gissing ... Ela mesma
- Tom Berman ... Ele mesmo
- Alfred Dubs ... Ele mesmo
- Amos Ben Ron ... Ele mesmo
- Tom Graumann ... Ele mesmo
- Tom Schreder ... Ele mesmo
- Nicholas Winton ... Ele mesmo
- Grete Winton ... Esposa de Winton
- Elisabeth Maxwell ... Ela mesma